# テンプテーションズ
テンプテーションズ（The Temptations）は、アメリカのソウル・コーラス・グループである。1960年代に「マイ・ガール」等のヒット曲を出した、モータウンを代表するグループの一つ。1989年にロックの殿堂入りを果たした。
テンプテーションズは、「ローリング・ストーンの選ぶ歴史上最も偉大な100組のアーティスト」において第68位にランクインしている。リード・ヴォーカルのデヴィッド・ラフィンは、「ローリング・ストーンの選ぶ歴史上最も偉大な100人のシンガー」において第65位にランクインしている。

## 略歴
結成当初、グループはキャバリアーズやプライムズを名乗っている。プライムズ当時でも、地元デトロイトでは、その綿密なパフォーマンスが評判になっていた。
1961年にモータウンからデビュー。当時のメンバーはオーティス・ウィリアムス（Otis Williams）、メルヴィン・フランクリン（Melvin Franklin）、エディ・ケンドリックス（Eddie Kendricks）、ポール・ウィリアムズ（Paul Williams）、エルブリッジ・ブライアント（Elbridge Bryant）の5人。しばらくはヒットに恵まれなかった。1964年、エルブリッジの後任としてデヴィッド・ラフィン（David Ruffin）が加入、いわゆる黄金時代となる。スモーキー・ロビンソンとロナルド・ホワイト（Ronald White）が作り、デヴィッドがリード・ヴォーカルを担当して同年リリースした「マイ・ガール」等が、翌1965年に全米チャート1位に輝いた。その後も「ゲット・レディ」「ドント・ルック・バック」などのヒット曲を量産した。
1968年にデヴィッドが脱退し、デニス・エドワーズ（Dennis Edwards）が加入。アルバム『クラウド・ナイン（Cloud Nine）』（1969年）は、サイケ色を取り入れたサウンドと、社会派の歌詞を含む楽曲となった。1971年には「はかない想い」が全米1位となる。
デビュー当時からのメンバーだったエディとポールが脱退するが、デーモン・ハリス（Damon Harris）とリチャード・ストリート（Richard Street）を加えた新体制で、1972年に「パパ・ワズ・ア・ローリン・ストーン（Papa Was a Rollin' Stone）」を全米1位に送り込む。なお、ポール・ウィリアムズは1973年に自殺してしまう。1970年代後半にアトランティックに移籍するが、1980年代にはモータウンに戻る。
1983年、デニス・エドワーズの後任としてアリ・オリー・ウッドソン(Ali Ollie Woodson、1951年9月12日- 2010年5月30日)がリード・シンガーに抜擢される。1984年発表のアルバム『トゥルーリー・フォー・ユー』から正式に参加し、ここに収録された「トリート・ハー・ライク・ア・レディー」を、共同作曲、共同プロデュースし、一躍注目される。1986年には、「レディー・ソウル」をソウル・チャートでヒットさせた。
1990年代には、デヴィッド・ラフィン、エディ・ケンドリックスが死去した。
その後もメンバー・チェンジを繰り返し、1995年には、デビュー当時からのメンバーはオーティスだけとなってしまうが、21世紀もテンプテーションズの名前は引き継がれている。
2013年の第55回グラミー賞で特別功労賞生涯業績賞を受けた。
2018年2月1日、デニス・エドワーズが死去。
ベリー・ゴーディは自身の曲は全て白人、黒人共に等しく魅了することができると主張し、ゴーディが望む双方での成功を達成するためモータウンのアーティストを育てるのを助ける大規模な制作チームを雇った。モータウンの振付師チョリー・アトキンスは、ポール・ウィリアムズと共に、テンプテーションズがステージで披露する洗練されたダンス・ステップを考案した。最も有名な「テンプテーション・ウォーク」または「テンプテーション・ストラト」はフラミンゴスやヴァイブレーションズの類似したステップから採用され、アトキンスやウィリアムズが特徴的なステップを完成させた。
当時の他の類似したグループと同様、モータウンはアメリカレコード協会(RIAA)に加盟しておらず、独立して数千ものレコード店「マム&ポップ」や小さなラジオ局を通じて広く供給されていた。「1977年にモータウンがRIAAに加盟」するまで、テンプテーションズなどのモータウンのアーティストによるヒット・シングルはゴールドディスクおよびプラチナディスクに認定されなかった。
1960年代および1970年代、トランプス、トラベラーズ、マンハッタンズ、シャイライツ、パーラメンツ、ドラマティックス、デルズ、スピナーズ、ソフトンズ、デルフォニックス、モータウン所属のミラクルズ、フォー・トップス、モニターズ、グラディス・ナイト&ピップス、オリジナルズ、アンディスピューテッド・トゥルースなど数多くのソウル・グループがテンプテーションズから歌唱法、振付などで多大な影響を受けた。
テンプテーションズの楽曲は、リズム・アンド・ブルース歌手のオーティス・レディング("My Girl")、ボビー・ウーマック("I Wish It Would Rain")、ルーサー・ヴァンドロス("Since I Lost My Baby")から白人ソウル・レゲエ・バンドのレア・アース("Get Ready")、UB40("The Way You Do and The Things You Do")、ローリング・ストーンズ("My Girl", "Ain't Too Proud to Beg", "Just My Imagination")、ミック・ジャガーとレゲエ・アーティストのピーター・トッシュとのコラボ("Don't Look Back")まで、多くのミュージシャンからカバーされている。モータウンのファンク・ブラザーズは「"My Girl"」、「"Runnaway Child Running Wild"」、「"Papa Was a Rolling Stone"」をレコーディングした。ホール&オーツはデヴィッド・ラフィンおよびエディ・ケンドリックスとのライヴで「"My Girl"」、「"The Way You Do The Things You Do"」を演奏した。マーカス・ミラーは「"Papa Was a Rolling Stone"」をカバーした。イギリスのロック歌手ロッド・スチュワートは1971年に「"I'm Losing You"」をカバーし、1991年にシングル「"The Motown Song"」でテンプテーションズとコラボした。2017年、テンプテーションズとオーティス・ウィリアムズの当時の弟子とされたカイル・マックはマックのEP『Shaky Ground』に「"Treat Her Like a Lady"」のカバーを収録した他、2曲のテンプテーションズのカバーが収録された。
2004年、『ローリング・ストーン』誌は最高のアーティスト100組の67位にテンプテーションズをランクインさせた。2005年、ミシガン州のロックンロール殿堂に投票により殿堂入りした。2013年、グラミー賞特別功労賞を受賞した。2013年8月17日、テンプテーションズはクリーヴランド州立大学卒業式でR&B音楽の殿堂に殿堂入りした。
2018年、テンプテーションズのストーリーに着想を得たジュークボックス・ミュージカル『エイント・トゥ・プラウド』が制作され、2019年3月にブロードウェイで開幕した。第73回トニー賞において11部門にノミネートされ、振付賞を受賞した。

## ディスコグラフィ

### スタジオ・アルバム
- 『ミート・ザ・テンプテーションズ』 - Meet the Temptations (1964年)
- 『シング・スモーキー』 - The Temptations Sing Smokey (1965年)
- 『テンプティン・テンプテーションズ』 - The Temptin' Temptations (1965年)
- 『ゲッティン・レディ』 - Gettin' Ready (1966年)
- 『ウィズ・ア・ロット・オブ・ソウル』 - The Temptations with a Lot o' Soul (1967年)
- 『イン・ア・メロウ・ムード』 - The Temptations in a Mellow Mood (1967年)
- 『雨に願いを』 - The Temptations Wish It Would Rain (1968年)
- 『ダイアナ・ロス&シュープリームスとテンプテーションズ』 - Diana Ross & the Supremes Join the Temptations (1968年) ※with ダイアナ・ロス&ザ・シュープリームス
- 『クラウド・ナイン』 - Cloud Nine (1969年)
- 『トゥゲザー』 - Together (1969年) ※with ダイアナ・ロス&ザ・シュープリームス
- 『パズル・ピープル』 - Puzzle People (1969年)
- 『サイケデリック・シャック』 - Psychedelic Shack (1970年)
- 『クリスマス・カード』 - The Temptations Christmas Card (1970年)
- 『スカイズ・ザ・リミット』 - Sky's the Limit (1971年)
- 『ソリッド・ロック』 - Solid Rock (1972年)
- 『オール・ディレクションズ』 - All Directions (1972年)
- 『マスターピース』 - Masterpiece (1973年)
- 『1990』 - 1990 (1973年)
- 『ア・ソング・フォー・ユー』 - A Song for You (1975年)
- 『ハウス・パーティー』 - House Party (1975年)
- 『ウィングス・オブ・ラブ』 - Wings of Love (1976年)
- 『テンプテーションズ・ドゥ・ザ・テンプテーションズ』 - The Temptations Do The Temptations (1976年)
- 『ヒア・トゥ・テンプト・ユー』 - Hear to Tempt You (1977年)
- 『ベア・バック』 - Bare Back (1978年)
- 『パワー』 - Power (1980年)
- 『ザ・テンプテーションズ』 - The Temptations (1981年)
- 『リユニオン』 - Reunion (1982年)
- 『サーフィス・スリル』 - Surface Thrills (1983年)
- 『バック・トゥ・ベーシックス』 - Back to Basics (1983年)
- 『トゥルーリー・フォー・ユー』 - Truly for You (1984年)
- 『タッチ・ミー』 - Touch Me (1985年)
- 『トゥ・ビー・コンティニュード』 - To Be Continued (1986年)
- 『トゥゲザー・アゲイン』 - Together Again (1987年)
- 『スペシャル』 - Special (1989年)
- 『マイルストーン』 - Milestone (1991年)
- 『フォー・ラヴァーズ・オンリー』 - For Lovers Only (1995年)
- 『フェニックス・ライジング』 - Phoenix Rising (1998年)
- 『イアー・レジスティブル』 - Ear-Resistible (2000年)
- Awesome (2001年)
- Legacy (2004年)
- Reflections (2006年)
- 『バック・トゥ・フロント』 - Back to Front (2007年)
- Still Here (2010年)
- All the Time (2018年)
- Temptations 60 (2022年)

### 主なシングル
- 「マイ・ガール」 ("My Girl") - 1964年発表、グループにとって初の全米1位を獲得。リード・ヴォーカルはデヴィッド・ラフィン。オーティス・レディング、ローリング・ストーンズ、ママス&パパスがカヴァー。1991年、映画『マイ・ガール』の主題歌になり、リバイバル・ヒットした。
- 「ゲット・レディ」 ("Get Ready") - スモーキー・ロビンソン作曲、エディ・ケンドリックス、リード・ヴォーカル
- 「ドント・ルック・バック」 ("Don't Look Back") - スモーキー・ロビンソン作曲、ポール・ウィリアムズ、リード・ヴォーカル
- 「シンス・アイ・ロスト・マイ・ベイビー」 ("Since I Lost My Baby") - ：スモーキー・ロビンソン作曲、デヴィッド・ラフィン、リード・ヴォーカル
- 「エイント・トゥー・プラウド・トゥ・ベッグ」 ("Ain't Too Proud to Beg") - 1966年発表、全米13位。リード・ヴォーカルはデヴィッド・ラフィン。ローリング・ストーンズがカヴァーした。1985年にホール&オーツがアポロ・シアターでのライブで「マイ・ガール」などとともにテンプテーションズのデヴィッド、エディと共演し、ライブアルバムもリリースした。
- 「アイム・ルージング・ユー」 ("(I Know) I'm Losing You") - 1966年発表、全米8位。リード・ヴォーカルはデヴィッド・ラフィン。
- 「雨に願いを」 ("I Wish It Would Rain") - 1967年発表、全米4位。リード・ヴォーカルはデヴィッド・ラフィン。ボビー・ウーマックがカヴァー。
- 「クラウド・ナイン」 ("Cloud Nine") - 1968年発表、全米6位。リード・ヴォーカルはデニス・エドワーズ、ポール・ウィリアムズ、エディ・ケンドリックス、オーティス・ウィリアムス、メルヴィン・フランクリンの4名。映画『永遠のモータウン』では、ファンク・ブラザーズとミシェル・ンデゲオチェロが、この曲を共演。
- 「ボール・オブ・コンフュージョン」 ("Ball of Confusion (That's What the World Is Today)") - 1970年発表、全米3位。リード・ヴォーカルはデニス・エドワーズ、 エディ・ケンドリックス、ポール・ウィリアムズ、メルヴィン・フランクリンの5名。
- 「ジャスト・マイ・イマジネーション」 ("Just My Imagination (Running Away with Me)") - 1971年発表、全米1位。リード・ヴォーカルはエディ・ケンドリックスとポール・ウィリアムズ。日本タイトルは「はかない想い」である。ローリング・ストーンズがカヴァーしている。
- 「パパ・ワズ・ア・ローリン・ストーン」 ("Papa Was a Rollin' Stone") - 1972年発表、全米1位。リード・ヴォーカルはデニス・エドワーズ、リチャード・ストリート、デーモン・ハリス、メルヴィン・フランクリンの4名。マーカス・ミラー、ウォズ (ノット・ウォズ)がカヴァーした。
- 「マスターピース」 ("Masterpiece") - 1973年
- 「シェイキー・グラウンド」 ("Shakey Ground") - 1975年発表。Pファンクのエディ・ヘイゼルが参加したファンク・ナンバー。
- 「スタンディング・オン・ザ・トップ」 ("Standing on the Top") - 1981年。リック・ジェームズと共演。
- 「トリート・ハー・ライク・ア・レディー」 ("Treat Her Like a Lady") - 1984年。
- 「レディー・ソウル」 ("Lady Soul") - 1986年
- 「スペシャル」 ("Special") - 1989年

## カバー
他者によるカバー曲
- 「ドント・ルック・バック」 - ミック・ジャガー、ピーター・トッシュ(1978)[8]